# Diodora variegata
Diodora variegata är en snäckart som beskrevs av G. B. Sowerby II 1862. Diodora variegata ingår i släktet Diodora och familjen nyckelhålssnäckor. Inga underarter finns listade i Catalogue of Life.